# Kurt Maflin
Kurt Maflin (n. 8 august 1983, Greater London, Anglia, Regatul Unit) este un jucător de snooker. Născut în Anglia, Maflin reprezintă țara sa de adopție Norvegia în competiții. 
Ocupă poziția 43 în lume și a realizat breakul maxim de 2 ori în carieră.   
El locuiește în Oslo, alături de familia sa. 